# Consecuencias del conflicto de la Franja de Gaza de 2008-2009
Entre el 27 de diciembre de 2008 y el 18 de enero de 2009 se desarrolló un conflicto entre la Franja de Gaza y el sur de Israel, que causó el mayor número de bajas en 60 años de conflicto árabe-israelí. Fuentes israelíes informaron de que el objetivo de este ataque fue destruir la "infraestructura terrorista" y la capacidad militar de Hamás, como respuesta al lanzamiento de cohetes y proyectiles de mortero lanzados desde la Franja de Gaza contra el sur de Israel por parte de milicianos miembros las Brigadas de Ezzeldin Al-Qassam, de la Yihad Islámica y de otras organizaciones minoritarias palestinas.
Las consecuencias derivadas del conflicto fueron tan variadas como la propia naturaleza del conflicto árabe-israelí en el que está enmarcado. Las principales consecuencias se derivaron de los daños producidos tanto en la Franja de Gaza como en el sur de Israel como consecuencia del incremento de las hostilidades durante el conflicto; del número y la naturaleza de las víctimas producidas, principalmente en el bando palestino; las acusaciones por parte de diversas organizaciones internacionales contra ambos bandos por la posible comisión de crímenes de guerra y uso de armamento prohibido durante la contienda; la situación en la que quedaron tanto la Franja de Gaza como el sur de Israel tras la ofensiva; la reanudación en el ritmo de lanzamiento de cohetes desde la franja costera hacia territorio israelí y los ataques llevados a cabo por el ejército hebreo en Gaza tras la retirada completa de las tropas israelíes el 21 de enero de 2009; y las diferentes consecuencias diplomáticas y políticas que se derivaron del conflicto; además de las labores de reconstrucción de Gaza, dificultadas por la situación política en la que se encuentra el territorio costero tras el conflicto.

## Víctimas
Los dos bandos sufrieron un número de víctimas desigual acorde a las características del conflicto y al poder militar de ambos contendientes. Las víctimas palestinas, más del millar, se produjeron principalmente durante los intensos bombardeos de la Fuerza Aérea Israelí sobre las principales poblaciones de la Franja de Gaza, provocando cientos de víctimas civiles. Las bajas israelíes durante el conflicto, trece, se derivaron de la doble naturaleza del conflicto: por un lado, los cohetes lanzados desde la Franja de Gaza contra el sur de Israel, que produjeron cuatro víctimas en territorio israelí, tres de ellas civiles; por otro lado, los militares fallecidos en combate tras el inicio de la ofensiva terrestre en territorio gazatí, que finalizó con nueve muertos, cuatro de ellos por fuego amigo.

### Palestinos
La cifra exacta de palestinos muertos y la proporción entre civiles y combatientes se convirtió tras el conflicto en uno de los principales motivos de controversia entre los bandos y de crítica a la actuación del ejército israelí. Existen varias fuentes, tanto por parte de los bandos en conflicto como de organizaciones no gubernamentales, que han aportado cifras divergentes entre sí tanto en el número de víctimas palestinas como especialmente en la cantidad de civiles que se encuentran entre ellas.
Las cuatro fuentes principales de información son las siguientes: el Ministerio de Salud de la Franja de Gaza, el ejército israelí y las organizaciones no gubernamentales del Centro Palestino para los Derechos Humanos (PCHR en sus siglas en inglés) y la organización israelí pro-derechos humanos B'Tselem. Según los datos aportados, el número de palestinos muertos durante los 22 días que duró la ofensiva se situó en torno a los 1.400, exceptuando los datos proporcionados por el ejército israelí que reducían esta cifra a menos de 1.200. En cuanto a los datos de víctimas civiles fallecidas durante el conflicto, la proporción entre estos y el total de palestinos muertos varía entre el 80% de las cifras del PCHR hasta el 25% de las del ejército israelí. Estos datos divergen principalmente debido a los diferentes conceptos de civil que tienen las organizaciones implicadas. En la tabla expuesta a continuación se hace un resumen de los datos recopilados por cada organización:
| Víctimas           | Ministerio de Salud | PCHR  | B'Tselem | Ejército israelí |
| ------------------ | ------------------- | ----- | -------- | ---------------- |
| Menores de 18 años | 431                 | 288   | 320      | 89               |
| Mujeres            | 114                 | 121   | 109      | 49               |
| Civiles varones    |                     | 551   | 334      | 157              |
| Personas mayores   | 123                 |       | 11       |                  |
| Policía            |                     | 239   | 245      |                  |
| Milicianos         |                     | 235   | 330      | 709              |
| No determinado     |                     |       | 38       | 162              |
| Total              | 1.440               | 1.434 | 1.387    | 1.166            |

#### Víctimas civiles
Según el Ministerio de Sanidad de Hamás en Gaza, al menos 414 niños, 110 mujeres y 97 ancianos murieron en el conflicto. 32 de los niños habrían muerto en las primeras 48 horas de ofensiva. También murieron al menos 13 miembros del personal médico de Gaza, cuatro miembros de Naciones Unidas y tres periodistas, según datos del Centro Palestino para los Derechos Humanos y de la Oficina de Coordinación de Asuntos Humanitarios de la ONU.
Se reportó la muerte de dos ciudadanos extranjeros: una mujer ucraniana y su hijo perecieron a causa de los bombardeos israelíes, y tres futbolistas palestinos murieron cuando estaban en sus casas.
De los 5.500 heridos, al menos 1.855 son niños y 795 son mujeres, según la Oficina de Coordinación de Asuntos Humanitarios de la ONU. Al menos treinta miembros del personal médico de Gaza resultaron heridos a consecuencia de los once ataques producidos contra ambulancias, y de los proyectiles que impactaron sobre hospitales y centros de salud de la Franja.
Existe una importante divergencia entre las cifras manejadas entre los servicios médicos palestinos y las proporcionadas por el ejército israelí en cuando al porcentaje de civiles muertos en la ofensiva. Al menos 230 de los muertos, un 16% del total de víctimas palestinas, son policías civiles, dependientes del Gobierno palestino en Gaza que está controlado por Hamás. Este organismo civil es independiente del brazo armado de Hamás y órgano militar de la organización, las Brigadas Izz-al-din al-Qassam. El cuerpo de policías civiles fue uno de los primeros objetivos de los bombardeos israelíes, sufriendo un total de 138 bajas en los primeros bombardeos, y son considerados víctimas civiles por las fuentes médicas palestinas. Sin embargo, el ejército israelí los considera combatientes de Hamás, por lo que el número de civiles que habrían muerto variaría significativamente en un caso y en el otro.
El Centro Palestino para los Derechos Humanos (PCHR en inglés) hizo público el 19 de marzo de 2009 su informe definitivo sobre el número de palestinos fallecidos durante el conflicto. Dicho informe cifró en 1.417 el total de palestinos muertos entre el 27 de diciembre y el 18 de enero; de ellos 926 eran civiles; entre ellos se encontraban 313 niños, un tercio del total de civiles fallecidos, y 116 mujeres. 255 de los fallecidos eran oficiales de la policía civil de Gaza, un 18% del total; de ellos, 240 murieron en bombardeos los primeros días del conflicto. El número definitivo de milicianos palestinos muertos durante el Conflicto fue de 236.
Según las cifras manejadas por el PCHR, los civiles representaron el 65% por ciento de los 1.417 muertos palestinos; dos de cada tres palestinos muertos en el Conflicto fueron civiles. Los policías civiles, que según Israel son milicianos, aunque otras fuentes los consideran civiles, supusieron el 18% de los fallecidos; los milicianos muertos, miembros de las Brigadas de Ezzeldin Al-Qassam, Yihad Islámica y otros grupos palestinos, constituyeron el 17% restante. La lista completa con los nombres de los fallecidos puede consultarse aquí (en árabe).

#### Milicianos muertos
Los primeros bombardeos se produjeron contra edificios administrativos, ministerios y comisarías de policía. El ejército israelí anunció que la mayor parte de las víctimas producidas en los bombardeos de los primeros días de la ofensiva eran "combatientes de Hamás". El ejército también afirmó que se estaban tomando medidas para evitar la muerte de civiles, entre las que se incluía el lanzamiento de panfletos y los mensajes en las emisoras de radio palestinas. También, según el ejército israelí, se produjeron llamadas a casas particulares en las que se les avisaba de que huyeran de su casa en el caso de que estuvieran escondiendo armas o dando cobijo a miembros de Hamás.
El 29 de diciembre de 2008 el ministro del Interior en la Franja de Gaza, Ihab Al-Ghusein, denunció que muchos de los muertos producidos por los bombardeos israelíes eran ciudadanos gazatíes trabajando, no milicianos lanzando cohetes. Al-Ghusein afirmó que la mayoría de los muertos producidos en los edificios gubernamentales eran empleados ministeriales.
El ejército israelí hizo público el día 12 de enero de 2009 que consideraba que al menos 400 de los palestinos muertos eran miembros de Hamás. También añadió en el mismo comunicado su creencia de que aproximadamente la mitad de los otros 500 muertos palestinos eran también miembros de Hamás, lo que supondría que más del 70% de las bajas habrían sido milicianos, y las víctimas civiles, menos del 30%. Sin embargo, el 19 de enero de 2009 las Fuerzas de Defensa Israelíes corrigieron sus datos. Estimaron que 500 muertos serían milicianos, aunque no se dieron cifras de muertos totales. De confirmarse el número de 1.400 supondría que por cada miliciano muerto habrían fallecido dos civiles. El ejército israelí también añadió que en algunos casos los milicianos podrían ir vestidos con ropa de civil y desarmados, por lo que podrían pasar por civiles aunque no lo fueran.
El 28 de enero el ejército israelí actualizó sus cifras de bajas palestinas. Según estas informaciones, habrían muerto entre 1.100 y 1.200 palestinos, de los cuales, según el ejército israelí, al menos 700 serían milicianos, la mayoría de ellos miembros de Hamás. En esta cifra no se especificó si dentro de los milicianos se incluyeron los policías civiles palestinos muertos en la ofensiva. Al menos 250 serían víctimas civiles, aunque faltaría por conocerse la identidad de unos 200 muertos. Una fuente militar dijo que muchos de los muertos que en un primer momento habían sido contado como civiles, pues iban vestidos de civiles y desarmados, resultaron ser finalmente milicianos. Hamás afirmó al respecto que "el ejército israelí está dismulando sus bajas y mintiendo sobre las bajas sufridas por los palestinos".
Conforme fue adelantando el recuento de bajas palestinas hecho por las Fuerzas de Defensa de Israel, las cifras se fueron acercando a las aportadas desde fuentes palestinas. El 25 de marzo de 2009, se hizo público un informe en el que el ejército israelí reconocía un número de 1.370 bajas palestinas, de los cuales más de 600 serían "miembros de organizaciones militantes", expresión utilizada por Israel para denominar tanto a los miembros de las Brigadas de Ezzeldin Al-Qassam y del resto de milicias palestinas como a los policías dependientes del gobierno de Hamás en Gaza, que resultaron muertos en los bombardeos sobre las comisarías de los primeros días de conflicto. 309 de los fallecidos estarían confirmados como "no involucrados", es decir, civiles. Dentro de esta cifra se encontrarían 189 niños (Israel considera niño por debajo de los quince años, mientras que las fuentes palestinas consideran niño al menor de dieciocho, de ahí la diferencia de cifras), 91 mujeres, 21 ancianos, seis trabajadores de la UNRWA, y dos trabajadores médicos. 320 fallecidos permanecen en dicho informe bajo la designación de "no afiliados", a los que el ejército hebreo no ha logrado determinar hasta el momento si pertenecen a alguna de las organizaciones palestinas o no.
Según fuentes consultadas por el periódico israelí Ha'aretz, los milicianos palestinos se ocultaban en zonas densamente pobladas, lo que provocó un gran número de víctimas civiles.

### Israelíes
Los lanzamientos de cohetes provocaron la muerte de cuatro israelíes; uno de ellos era un soldado, mientras que los otros tres eran civiles. En cuanto a los civiles, uno de ellos era un obrero de la construcción de Ascalón, otro se encontraba en el kibutz de Nahal Oz, y la otra una mujer de Ashdod, que fue gravemente herida por el impacto del cohete y murió durante una operación.
Tras el inicio de la ofensiva terrestre, un soldado israelí murió y otro resultó herido grave a consecuencia de los combates ocurridos el día 4 de enero en el campo de refugiados de Jabalia. El 5 de enero, cuatro soldados israelíes resultaron muertos y otros 24 heridos a consecuencia del fuego amigo: un carro de combate disparó sobre un edificio supuestamente abandonado en el campo de refugiados de Jabalia, lo que provocó su colapso sobre las personas que se encontraban a su alrededor, entre ellos tres de los soldados israelíes. El otro, un oficial, murió en otro incidente de fuego amigo en las proximidades de Beit Hanoun. Según testigos palestinos, algunas unidades del ejército israelí habrían actuado infiltradas en las zonas urbanas gazatíes disfrazadas de milicianos de Hamás, lo que podría explicar los ataques de fuego amigo entre miembros del ejército israelí.
Un día más tarde, un ingeniero del ejército israelí murió en combate con milicianos palestinos en el norte de la Franja de Gaza. Al menos unos 242 soldados israelíes resultaron heridos de distinta consideración en el tiempo que duró la ofensiva terrestre, entre ellos varios en estado crítico.
El 8 de enero, un oficial del ejército israelí murió y otro resultó herido leve cuando un misil antitanque lanzado por las milicias palestinas impactó contra su unidad mientras se encontraba patrullando en las inmediaciones del antiguo asentamiento israelí de Netzarim. Era la primera vez en la ofensiva que los milicianos palestinos utilizaban misiles antitanque contra soldados israelíes; este tipo de arma fue muy utilizada por Hezbolá durante la Guerra del Líbano de 2006 contra el ejército israelí. El mismo día, otros dos soldado israelíes murieron en dos diferentes enfrentamientos con milicianos palestinos en el norte de la Franja de Gaza. Los miembros del ejército israelí muertos tras el inicio de la ofensiva terrestre hasta la declaración de alto el fuego fueron un total de nueve.
El 27 de enero un suboficial israelí murió y otros tres soldados resultaron heridos, uno de ellos grave, tras la explosión de una bomba accionada por milicianos palestinos cerca del paso de Kissufim. La unidad a la que pertenecían se encontraba patrullando a lo largo de la frontera ente Israel y la Franja de Gaza. Este incidente fue el primero en el que resultó muerto un soldado israelí tras el alto el fuego.

## Consecuencias en la Franja de Gaza

### Destrucción de la infraestructura
A consecuencia de los bombardeos de la aviación israelí y de los posteriores combates terrestres, la infraestructura de las principales ciudades gazatíes fue totalmente destruida. Fuentes del gobierno de Hamás en la Franja estiman que unos 5.000 bloques de vivienda, dieciséis edificios gubernamentales y veinte mezquitas han sido destruidas; 22.000 edificios han sido dañados o destruidos, y 20.000 viviendas fueron dañadas. Ya el día 29 de diciembre, tercero desde que comenzaran los bombardeos, el portavoz de la policía en la Franja de Gaza Islam Shahwan reconoció que al menos el 95% de los edificios relacionados con la seguridad de la Franja habían sido destruidos. Según un informe del Centro Palestino para los Derechos Humanos, fueron destruidas además las oficinas de 10 organizaciones caritativas, 121 talleres, 5 fábricas de hormigón, 60 comisarías de policía, 5 edificios de prensa, 2 centros de salud y 29 escuelas.
También se estima que un 80% de los 600 túneles que transcurrían bajo la frontera entre Egipto y la Franja de Gaza fueron destruidos durante la ofensiva. Sin embargo, según una información recogida por El País, habrían sobrevivido un 40% de los túneles bajo la frontera con Egipto, que inmediatamente tras el alto el fuego y con las consiguientes reparaciones, se habrían puesto de nuevo en funcionamiento. Tras conocer este dato, Israel amenazó con una nueva ofensiva militar si Hamás utilizaba estos túneles para rearmarse y reanudar el lanzamiento de cohetes contra el sur de Israel.
Según algunos diplomáticos occidentales, la reconstrucción de la Franja de Gaza costará más de 1.600 millones de dólares. Naciones Unidas anunció que mandaría una misión a la Franja para evaluar las necesidades de la población.
En un informe hecho público el 20 de enero, Cáritas Jerusalén afirmó que al menos una sexta parte de los edificios de Gaza habrían sido destruidos en la ofensiva. Entre ellos, la organización subraya la destrucción de viviendas, centros de salud, escuelas y su propia clínica Cáritas en Al Maghazi, que fue destruida en un bombardeo el 9 de enero.
Además de los edificios destruidos, ha quedado sobre el terreno un número indeterminado de proyectiles sin explotar. El 20 de enero, según fuentes médicas palestinas, dos niños murieron en ciudad de Gaza cuando estaban jugando con una bomba lanzada por el ejército israelí que no había hecho explosión. A raíz de este incidente, las autoridades en la Franja advirtieron a la población de que no tocase ningún objeto que no fuera conocido.

### Situación humanitaria de la población gazatí tras la ofensiva
En la visita que el secretario general de Naciones Unidas realizó a la Franja de Gaza el 20 de enero de 2009, Ban Ki-Moon calificó de "desgarradora" la situación del territorio costero.
Según Cáritas Jerusalén, al menos cuatro de cada cinco habitantes de la Franja, unos 1,2 millones de personas aproximadamente, necesitarían algún tipo de ayuda humanitaria de forma inmediata tras el fin del conflicto. También se señaló desde la organización el "grave impacto psicológico" que el conflicto ha provocado a "un número inmenso de familias", que han perdido a alguno de sus miembros.
El 21 de enero, tras la declaración de alto el fuego, Médicos Sin Fronteras (MSF) anunció que reabría sus tres clínicas en la Franja de Gaza, y que un equipo quirúrgico propio estaba ayudando en el Hospital Al-Shifa, el principal de la Franja. MSF también levantó dos hospitales de campaña cerca de una de sus clínicas, con dos salas de operaciones y una unidad de cuidados intensivos, y anunció la reanudación de su trabajo en las localidades de Jan Yunis y Beit Lahiya. También pudo recibir el 19 de enero un cargamento de 21 toneladas de material médico.
Un comunicado del Comité Internacional de la Cruz Roja del 21 de enero de 2009 advertía de que la munición sin estallar sobre el terreno suponía "una amenaza para los civiles y para la labor humanitaria", y que esta presencia podría "ralentizar la recuperación y reconstrucción económica en la Franja de Gaza". En el mismo comunicado, el CICR anunció su intención de suministrar colchones, mantas y baterías a las personas que perdieron su casa durante el conflicto, para "satisfacer sus necesidades más inmediatas". A día 21 de enero de 2009, más de 18.600 personas se alojaban en los 33 refugios de la UNRWA en la Franja de Gaza.

### Labores de reconstrucción
Tras la destrucción producida por el conflicto en la Fraja de Gaza, inmediatamente tras la declaración del alto el fuego comenzaron los contactos diplomáticos para recaudar dinero y coordinar los esfuerzos necesarios para la reconstrucción de la infraestructura de la Franja de Gaza.
Estas labores de reconstrucción tienen una dificultad añadida: la Unión Europea, Israel, Estados Unidos y otros estados consideran a Hamás una organización terrorista, por lo que no existen contactos directos entre estos entes y la organización islamista, que gobierna de facto la Franja de Gaza. La comisionada de relaciones exteriores de la Unión Europea, Benita Ferrero-Waldner, afirmó el 19 de enero que la reconstrucción comenzará sólo cuando la Unión Europea tenga un "socio palestino aceptable". Según Ferrero-Waldner, será difícil reconstruir la Franja costera mientras Hamás siga "precognizando la violencia". No queremos tener que reconstruir Gaza a cada rato, lo que queremos es una paz clara y sustentable".
El líder de Hamás en el exilio, Khaled Meshaal afirmó el 22 de enero que la organización islamista debería supervisar las labores de reconstrucción y controlar los fondos destinados a ello. "Somos responsables directos de la situación de nuestro pueblo en Gaza y Hamás trabajará en dos sentidos: el primero será recuperar las bajas y proveer refugios a los palestinos que han abandonado sus casas. La otra será reconstruir la Franja y demoler las casas". Meshaal instó a la comunidad internacional a colaborar con su organización, al tiempo que exigió la apertura de los pasos fronterizos del territorio. El mismo día, el portavoz de la organización islamista en Gaza Taher Al Nou-Nou anunció la aprobación de una serie de ayudas económicas para la reconstrucción del territorio costero, por importe de unos 40 millones de dólares que saldrían directamente de las arcas de la organización. Las familias cuyas casas fueron completamente destruidas recibirían una ayuda de 4.000 dólares, y las que resultaron parcialmente destruidas, 2.000 dólares.
El 19 de enero, el rey Abdullah de Arabia Saudí anunció que su país donaría 1000 millones de dólares para la reconstrucción de Gaza. "Una gota de sangre palestina es más valiosa que todos los tesoros del mundo", afirmó.

## Acusaciones de crímenes de guerra y uso de armamento prohibido

### Uso de fósforo blanco

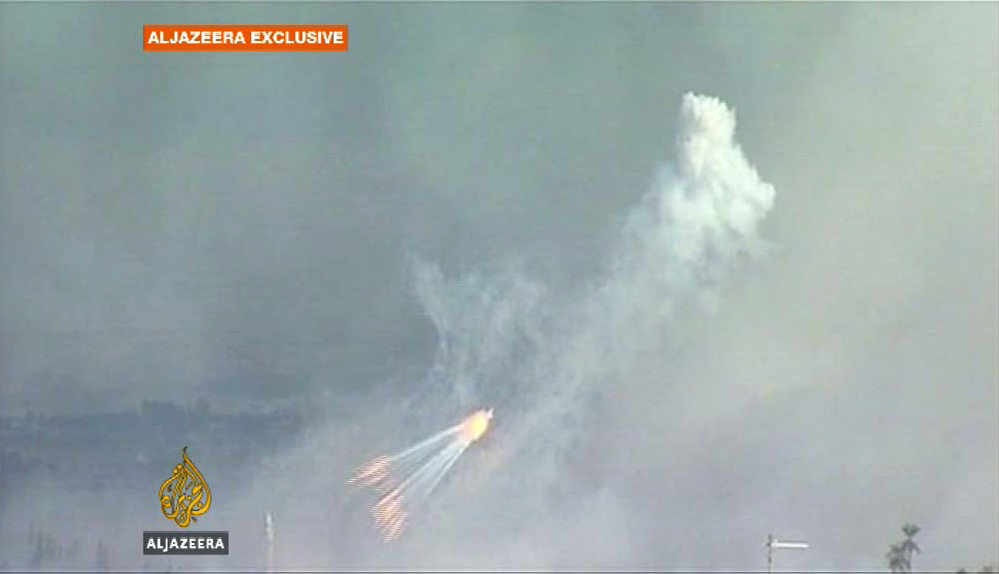
La UNRWA, Amnistía Internacional y Human Rights Watch denunciaron el uso del fósforo blanco contra la población civil.

Miembros de Amnistía Internacional, que entraron en la Franja de Gaza el 19 de enero de 2009, calificaron de "crimen de guerra" el uso de fósforo blanco por parte del ejército israelí en su ofensiva. Donatella Rovera, miembro de AI, calificó de "indiscriminado" el uso de dicha sustancia en los barrios civiles densamente poblados de Gaza. El fósforo blanco arde en contacto con el oxígeno, por lo que no puede ser apagado con agua. Dos de los edificios afectados por el fósforo blanco fueron el cuartel general de la UNRWA en Gaza y el hospital Al-Quds, causando incendios que no pudieron ser apagados con los medios que existían sobre el terreno, lo que provocó la pérdida de todas las reservas humanitarias del almacén de la UNRWA.
Previamente al final del conflicto, el 10 de enero la organización Human Rights Watch solicitó al ejército israelí que dejase de emplear fósforo blanco sobre los barrios densamente poblados de Gaza, pues "viola el requerimiento de la legislación humanitaria internacional de tomar todas las precauciones posibles para evitar heridos y muertos entre la población civil". Según la misma organización, los proyectiles de fósforo blanco utilizados por el ejército israelí liberaban la carga en el aire, generando un área de efecto de entre 125 y 250 metros, magnificando la posibilidad de provocar víctimas y daños a infraestructuras o edificios civiles.
Un portavoz del ejército israelí declaró al respecto que no se iban a dar detalles sobre el tipo de armamento empleado en el conflicto, aunque afirmó: "enfatizamos que el ejército israelí sólo emplea armamento permitido por la legislación internacional".
También Hamás habría utilizado armamento de este tipo. Según Ha'aretz, el 15 de enero las Brigadas Izz-al-din al-Qassam lanzaron un cohete con fósforo blanco en su interior hacia Israel. Dicho cohete habría caído en la parte occidental del Desierto del Néguev, sin provocar víctimas. Ningún portavoz de la organización islamista confirmó ni desmintió la noticia.

### DIME
Dos médicos noruegos que estuvieron trabajando durante once días en la Franja de Gaza afirmaron que existían "claros indicios" del uso de un arma conocida como DIME (Dense Inert Metal Explosive). Aunque portavoces del ejército israelí negaron los informes que sostenían el uso de DIME en su ofensiva, médicos en Gaza atendieron a algunos pacientes que murieron aparentemente sin motivo tras haber sido estabilizados. El doctor Saqa'a de Gaza afirmó: "el paciente muere sin ninguna causa médica aparente. Hasta el momento no sabemos por qué".

### Uranio empobrecido
El embajador de Arabia Saudí en Austria, el Príncipe Mansour Al-Saud expresó en su nombre y en el del resto de embajadores árabes en Viena su "preocupación por las informaciones de que se han encontrado restos de uranio empobrecido en víctimas palestinas" en la Franja de Gaza. Al-Saud solicitó al director general del Organismo Internacional de Energía Atómica (OIEA), Mohamed el-Baradei, la apertura de una investigación para "confirmar la presencia de uranio empobrecido en el armamento utilizado por el ejército israelí en la Franja de Gaza". El ejército israelí declinó realizar ningún comentario al respecto en un primer momento, aunque posteriormente un portavoz del Ministerio de Asuntos Exteriores negó "completamente" el uso de uranio empobrecido en la ofensiva por parte del ejército hebreo. Tras recibir de la carta de los embajadores árabes, la portavoz de la OIEA Melissa Fleming anunció que investigarían las acusaciones "para tener una mayor capacidad de acción".

### Acusaciones de uso de escudos humanos
Desde el comienzo de la ofensiva sobre la Franja de Gaza, tanto las Fuerzas de Defensa Israelíes como el propio Gobierno de Israel acusaron en repetidas ocasiones a los milicianos de Hamás y otras organizaciones palestinas de usar a la población civil gazatí como escudo humano durante la ofensiva. También el embajador israelí en España Raphael Schutz, el ministro italiano de asuntos exteriores Franco Frattini y el presidente de Estados Unidos George W. Bush se manifestaron en este sentido.
Desde el Ejército y el Ministerio de Asuntos Exteriores israelí se aportó diversa documentación gráfica en la que, según estas fuentes, se demostraría el uso por parte de Hamás de la población civil como escudo humano durante la ofensiva.
Amnistía Internacional acusó a ambos bandos de poner en peligro a la población civil palestina, incluyendo su uso como escudos humanos. Malcolm Smart, del programa de AI en Oriente Medio y África del Norte denunció: "nuestras fuentes en Gaza nos informaron de que los soldados israelíes han entrado [en la Franja de Gaza] y tomado posiciones en varias casas de palestinos, obligando a las familias a permanecer en una habitación de la planta baja, mientras usan el resto de su casa como base militar y puesto de francotirador"."Esto incrementa claramente los riesgos para las familias palestinas e indica que efectivamente están siendo usadas como escudos humanos".
El 21 de enero de 2009, el Corriere della Sera publicó un artículo en el que algunos ciudadanos gazatíes acusaban a milicianos de Hamás de obligar a las familias a permanecer en las viviendas desde la que los milicianos disparaban contra el ejército israelí. "Querían que [los soldados israelíes] dispararan sobre nuestras casas para poder acusarles después de crímenes de guerra", declaraba Abu Issa, habitante del barrio de Tel Awa. Además, otro de los testigos afirmó que "casi todos los edificios más altos que fueron bombardeados por Israel tenían en la cubierta lanzaderas de cohetes o puestos de observación de Hamás".
El 23 de marzo de 2009, un grupo de expertos en derechos humanos de Naciones Unidas publicó un informe en el que denunciaban el uso de escudos humanos por parte de las Fuerzas de Defensa de Israel durante la ofensiva en Gaza. Concretamente relataron que el 15 de enero de 2009, un grupo de soldados israelíes ordenó a un chico palestino de once años del barrio gazatí de Tel al-Hawa a que caminara delante de ellos mientras registraban diferentes viviendas. Radhika Coomaraswamy, enviada de Naciones Unidas para la protección de los niños en conflictos armados, que visitó Gaza durante cinco días tras el conflicto declaró: "las violaciones se produjeron diariamente, son demasiado numerosas para enumerarlas". Coomaraswamy también afirmó que se estaban investigando las alegaciones del uso de escudos humanos por parte de miembros de Hamás. El embajador de Israel en Naciones Unidas Aharon Leshno-Yaar acusó al informe de "ignorar y minimizar intencionadamente las amenazas terroristas" durante el conflicto. El capitán del ejército israelí y portavoz Elie Isaacson afirmó al respecto: "somos un ejército para el que los estándares éticos y morales son  primordiales".

### Crímenes de guerra
Tanto las Fuerzas de Defensa de Israel como Hamás fueron acusados de haber cometido crímenes de guerra durante la duración del conflicto. El 22 de enero de 2009, el relator especial de Naciones Unidas sobre Derechos Humanos en Cisjordania y la Franja de Gaza, Richard Falk, anunció que existían pruebas de que Israel cometió crímenes de guerra durante la ofensiva. Falk, que ha sido criticado en varias ocasiones por sus opiniones respecto al conflicto árabe-israelí, afirmó: "la evidencia de la violación de la ley humanitaria es tan clara que no tengo ninguna duda de la necesidad de una investigación independiente que demuestre que Israel ha cometido crímenes de guerra". El 24 de enero, el director de la UNRWA en Gaza, John Ging solicitó la apertura de una investigación independiente sobre la posible comisión de crímenes de guerra por parte de ambos bandos.
Tras el alto el fuego se sucedieron las manifestaciones de diversas organizaciones solicitando la apertura de juicios contra miembros de las Fuerzas de Defensa de Israel por crímenes de guerra. El ejército israelí tomó medidas para prevenir estas acciones: el Censor Militar prohibió el 23 de enero la publicación de los nombres y fotografías de miembros del ejército relacionados con la ofensiva con rango de comandante de batallón hacia abajo, pues dio por hecho que las identidades de los miembros de mayor rango relacionados con la operación eran de conocimiento público. Con esta medida, según Ha'aretz, el ejército pretendía proteger a sus miembros de posibles acusaciones posteriores de comisión de crímenes de guerra. También según el mismo periódico, el ejército aprobó una serie de medidas para proporcionar ayuda legal y soporte a los oficiales que fueran acusados de comisión de crímenes de guerra.
El 5 de enero, el Fiscal Jefe del Tribunal Penal Internacional (TPI) Luis Moreno Ocampo anunció su intención de investigar las acusaciones por posibles crímenes de guerra cometidos durante el conflicto de Gaza. Tras este anuncio, Ocampo afirmó que el trabajo del Tribunal se centraría en tres aspectos: analizar si la Autoridad Nacional Palestina tiene poder legal para reconocer la autoridad del TPI; decidir si efectivamente se cometieron crímenes de guerra durante la ofensiva, e investigar si los gobiernos implicados están llevando actualmente investigaciones al respecto.
El 18 de marzo de 2009 los diarios Ha'aretz y Yediot Ahronot, así como por las radios pública y militar israelíes difundieron los testimonios de algunos soldados israelíes que reconocieron haber matado a civiles palestinos indefensos, que no suponían amenaza alguna para la seguridad de las tropas israelíes, y haber destruido intencionadamente propiedades palestinas siguiendo órdenes de combate. Otros soldados consultados posteriormente por Yediot Ahronot desmintieron dichas afirmaciones, afirmando que aunque "la moralidad en la guerra puede ser interpretada de diferentes formas", solo fueron "unos pocos idiotas" los soldados que actuaron de forma inmoral. Según ellos, "la mayoría de las tropas representaron a Israel honorablemente".
Tras conocerse estos testimonios, el ejército israelí anunció la apertura de una investigación para comprobar la veracidad de dichos testimonios. Un portavoz del ejército hebreo afirmó: "las Fuerzas de Defensa de Israel comprobarán la veracidad  [de los testimonios] e investigarán si es necesario".  El comandante en jefe de las Fuerzas de Defensa israelíes, Gabi Ashkenazi, declaró al respecto: "esperaremos a los resultados de la investigación, pero mi impresión es que las Fuerzas de Defensa de Israel se comportaron de una forma ética y moral [durante la ofensiva en Gaza]". "Si existieron esos incidentes, fueron aislados".

## Investigación de los ataques contra edificios de Naciones Unidas

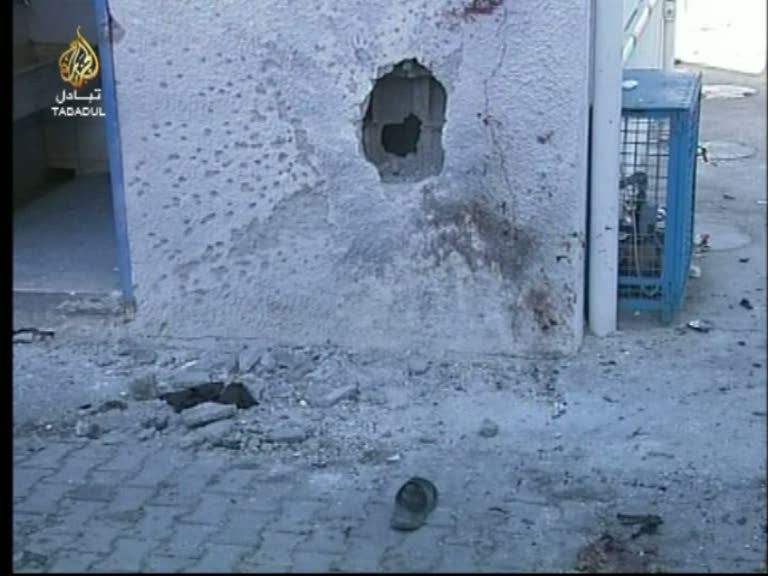
Impacto en la escuela Al-Fakhoura tras el ataque del 6 de enero.

Al menos cuatro edificios de Naciones Unidas sufrieron daños provocados por proyectiles lanzados por el ejército israelí. Tres de ellos eran escuelas de la Agencia de Naciones Unidas para los Refugiados de Palestina en Oriente Próximo (UNRWA en sus siglas en inglés), y el otro fue el cuartel general de la misma Agencia en Gaza. Estos ataques provocaron la muerte de unos 43 palestinos, que se refugiaban en el interior de las escuelas, así como la destrucción de la ayuda humanitaria que se encontraba en los almacenes del cuartel general de la UNRWA.
Tras el ataque sobre la escuela Al-Fakhoura de la UNRWA en Jabalia el 6 de enero que costó la vida de al menos cuarenta personas, el portavoz de la UNRWA Christopher Gunness anunció que solicitaría a Naciones Unidas una investigación imparcial sobre dicho incidente, el tercero de la ofensiva en el que resultó afectada una escuela de Naciones Unidas. "Es la única forma de clarificar lo sucedido", dijo Gunness.
El secretario general de Naciones Unidas, Ban Ki-Moon, anunció en una visita a la Franja de Gaza tras la declaración de alto el fuego que iniciaría una "profunda investigación" para aclarar los "totalmente inaceptables ataques contra las Naciones Unidas". Esta investigación será independiente a la iniciada por el relator especial de Naciones Unidas sobre Derechos Humanos en Cisjordania y la Franja de Gaza, Richard Falk.

## Consecuencias para Israel

### Destrucción en el sur de Israel
Las ciudades del sur de Israel en un radio de 40 kilómetros desde la Franja de Gaza fueron afectadas en mayor o menor medida por los centenares de cohetes y piezas de mortero lanzadas por los milicianos palestinos desde Gaza. Las localidades más afectadas por los cohetes fueron Sederot, Ascalón, Netivot, Asdod y Beerseba, ciudad que hasta el comienzo de la ofensiva había quedado fuera del rango de alcance de los Qassam lanzados por milicianos palestinos. El lanzamiento desde Gaza de cohetes de mayor alcance como los Katyusha y Grad puso a la denominada "capital del sur de Israel" bajo amenaza. Al menos una docena de edificios de estas localidades fueron impactados directamente por los cohetes y morteros, entre ellos una sinagoga, una escuela, dos guarderías y seis edificios de vivienda, colectiva y unifamiliar.
La mayor parte de los cohetes impactó en áreas deshabitadas del Desierto del Néguev, lo que produjo daños de menor consideración que los producidos en las ciudades.

### Consecuencias en la seguridad israelí
Debido al alto el fuego decretado por Hamás y otras organizaciones palestinas, el número de cohetes que impactan sobre Israel decreció de forma importante tras el fin de la ofensiva, aunque no finalizó por completo hasta la retirada total del ejército israelí. Esto se debió a que algunos grupos palestinos como el Frente Popular para la Liberación de Palestina o las Brigadas de Hezbolá en Palestina afirmaron que continuarían lanzando cohetes contra Israel mientras no se produjera la retirada total del ejército israelí de la Franja de Gaza. Esta se produjo finalmente la madrugada del 21 de enero de 2009, tres días después de la declaración de alto el fuego.
El 20 de enero milicianos palestinos lanzaron al menos ocho piezas de mortero contra territorio israelí, a lo que respondió la fuerza aérea hebrea bombardeando los dos lugares desde los que se habían producido los lanzamientos, las cercanías del paso de Kissufim y el centro de Ciudad de Gaza. Estos morteros, junto a otros cohetes lanzados desde Gaza tras el alto el fuego, podrían haber sido lanzados por los grupos palestinos que no aceptaron el alto el fuego decretado por Hamás. La ministra de Asuntos Exteriores israelí Tzipi Livni anunció que responderían a cada ataque lanzado desde el territorio costero: "cuando nos disparen, debemos devolver el disparo siempre. No tengo intención de volver a soportar el lanzamiento de cohetes, no me importa quién los tire. Hamás tiene el control de la Franja de Gaza y puede detenerlos [los cohetes]".
Según algunas informaciones, el contrabando de armas de Hamás a través de algunos túneles bajo la Ruta Philadelphi no se interrumpió en ningún momento durante la duración del conflicto, a pesar de que dichos túneles fueron bombardeados por la Fuerza Aérea Israelí en múltiples ocasiones. Algunos de los túneles podrían estar reforzados mediante una estructura de madera, lo que los habría hecho más resistentes a los bombardeos. El ministro israelí de defensa Ehud Barak anunció que se habían acumulado grandes cantidades de armas en Egipto durante la ofensiva sobre Gaza, presumiblemente para ser suministradas a Hamás a través de los túneles.
Tras el alto el fuego se sucedieron informaciones que afirmaban que los túneles que no habían sido destruidos durante la ofensiva habían sido reabiertos y reparados, y que Hamás estaba tratando de rearmarse tras la ofensiva. En relación con estas informaciones, la ministra de exteriores y candidata de Kadima Tzipi Livni declaró el 25 de enero que era partidaria de llevar a cabo una nueva ofensiva contra Hamás en la Franja de Gaza para impedir el rearme de Hamás: "podemos golpear a Hamás con otra operación militar. Las armas que se introducen en Gaza mediante contrabando son las mismas que impactan contra Israel".
El 27 de enero se produjo el incidente más grave desde el alto el fuego bilateral. Una bomba explotó cerca de una patrulla del ejército israelí en las proximidades del paso de Kissufim, matando a un soldado israelí e hiriendo a otros tres, según algunas informaciones no confirmadas por el ejército. Tras el ataque, helicópteros israelíes sobrevolaron la Franja disparando fuego de artillería y bombardeando Ciudad de Gaza, causando la muerte a un palestino, un granjero según fuentes médicas de Gaza. Ni Hamás ni sus organizaciones aliadas reivindicaron el ataque. Fuentes gubernamentales en Jerusalén afirmaron que "Israel debe responder enérgicamente y con ferocidad [al ataque]".
Tras este incidente, las organizaciones palestinas continuaron lanzando cohetes y piezas de mortero contra territorio israelí, acciones que fueron respondidas por Israel bombardeando los túneles bajo la Ruta Philadelphi y almacenes de armas. Hasta el momento, más de un centenar de cohetes han sido lanzados contra territorio israelí tras el fin del conflicto, según las Fuerzas de Defensa hebreas.

### Elecciones israelíes de 2009
Según las encuestas realizadas antes y después del conflicto, la población israelí habría premiado a los partidos en el Gobierno que llevaron a cabo la intervención en la Franja de Gaza, aumentando la intención de voto del partido centrista Kadima, al que pertenecen el primer ministro Ehud Ólmert y la ministra de asuntos exteriores Tzipi Livni, y del Partido Laborista, al que pertenece el ministro de defensa Ehud Barak.
En una encuesta realizada para Ha'aretz el 25 de diciembre de 2008, dos días antes del inicio de los bombardeos, Kadima obtendría 26 escaños, por 11 del Partido Laborista y 30 del derechista Likud. El 23 de enero de 2009, tras el alto el fuego bilateral, se hicieron públicas dos encuestas. La primera de ellas, para Yedioth Ahronoth, otorgaba 25 escaños para Kadima, 17 para el Partido Laborista, y 29 para el Likud. La segunda, para Ma'ariv, daba 24 escaños a Kadima, 16 para el Partido Laborista y 28 para el Likud. Según estos datos, el partido más beneficiado electoralmente por la ofensiva sobre Gaza sería el Partido Laborista de Ehud Barak, que ganaría 6 escaños respecto a las encuestas hechas antes del inicio de la ofensiva. El Kadima de Tzipi Livni también recortaría un par de escaños al Likud respecto a las encuestas previas al conflicto.
El 12 de enero de 2009, el Comité Central para las Elecciones aprobó una moción presentada por los partidos ultraderechistas Israel Beitenu y Mafdal mediante la que prohibió a los partidos árabes Lista Árabe Unida-Ta'al y Balad participar en las elecciones israelíes de febrero de 2009. El Comité aprobó por 21 votos a favor, 8 en contra y dos abstenciones la exclusión de los partidos árabes, acusándoles de "incitación y apoyo de grupos terroristas y rechazo del derecho de Israel a existir". Los líderes de los partidos árabes denunciaron que se había prohibido su participación en las elecciones por sus críticas a la ofensiva israelí en la Franja de Gaza, calificaron a Israel de "país racista", y anunciaron su intención de acudir a la Corte Suprema de Israel.

### Consecuencias diplomáticas

#### Ruptura de relaciones
Cuatro países rompieron sus relaciones con Israel tras la ofensiva israelí sobre Gaza: Venezuela, Bolivia, Catar y Mauritania.
El presidente de Venezuela Hugo Chávez anunció el 7 de enero de 2009 la expulsión del embajador de Israel en Caracas como forma de protesta ante "las flagrantes violaciones del Derecho Internacional en las que ha incurrido el Estado de Israel [durante su ofensiva sobre Gaza]". El 15 de enero Venezuela decidía romper sus relaciones diplomáticas con Israel "ante la gravedad de las atrocidades contra el pueblo palestino", según afirmaba un comunicado de la cancillería venezolana.
El día anterior al comunicado de la cancillería de Venezuela, el 14 de enero, el presidente de Bolivia Evo Morales anunció la ruptura de relaciones diplomáticas de su país con Israel en protesta por "estos graves hechos de atentados a la vida y a la humanidad [refiriéndose a la ofensiva israelí sobre Gaza]".
El 16 de enero Catar y Mauritania anunciaron la "suspensión" de sus relaciones diplomáticas con Israel, tras el llamamiento del presidente de Siria Bashar al Assad y del líder de Hamás en el exilio Khaled Meshaal instando a los países árabes que mantenían relaciones con Israel a romperlas. Mauritania había llamado a consultas a su embajador en Tel Aviv la semana anterior a consecuencia de la ofensiva del estado hebreo sobre Gaza.

#### Relaciones con Turquía
Como consecuencia de la ofensiva israelí sobre la Franja de Gaza, las relaciones entre Turquía e Israel se resintieron de forma importante. Turquía había sido un aliado de Israel y Estados Unidos en la región, y había servido como mediador entre el estado hebreo y Siria. Tras la ofensiva israelí sobre Gaza, la mediación de Turquía entre Israel y Siria se congeló, y las declaraciones efectuadas por el primer ministro turco Recep Tayyip Erdoğan se radicalizaron, considerando la ofensiva israelí un "crimen contra la humanidad" y una "falta de respeto hacia Turquía" y su esfuerzo de mediación. Erdogan afirmó que fue Israel quien rompió la tregua de seis meses: "Israel no hizo nada para levantar el bloqueo y abrir los puestos fronterizos a pesar del acuerdo, y provocó a Hamás y a los gazatíes", y calificó de "inaceptables" las consecuencias producidas por la ofensiva israelí sobre la población civil gazatí. También sostuvo que el estado hebreo debería haber sido excluido de Naciones Unidas mientras mantuvo su ofensiva sobre Gaza.
El 29 de enero, el primer ministro Recep Tayyip Erdoğan protagonizó un incidente con el presidente israelí Shimon Peres en el Foro de Davos a causa de la ofensiva israelí en la Franja de Gaza. Erdogan abandonó una sesión en la que tomaba parte antes de que finalizase, expresando su enfado por las declaraciones hechas por Peres acerca de la actuación de Israel en Gaza. Tras el incidente, Shimon Peres se declaró "amigo de Turquía y del primer ministro Erdogan" y afirmó: "no queremos un conflicto con Turquía, ya tenemos un conflicto con los palestinos". Peres declaró además su esperanza de que el incidente no variase las relaciones entre Israel y Turquía.

#### Conversaciones con Siria

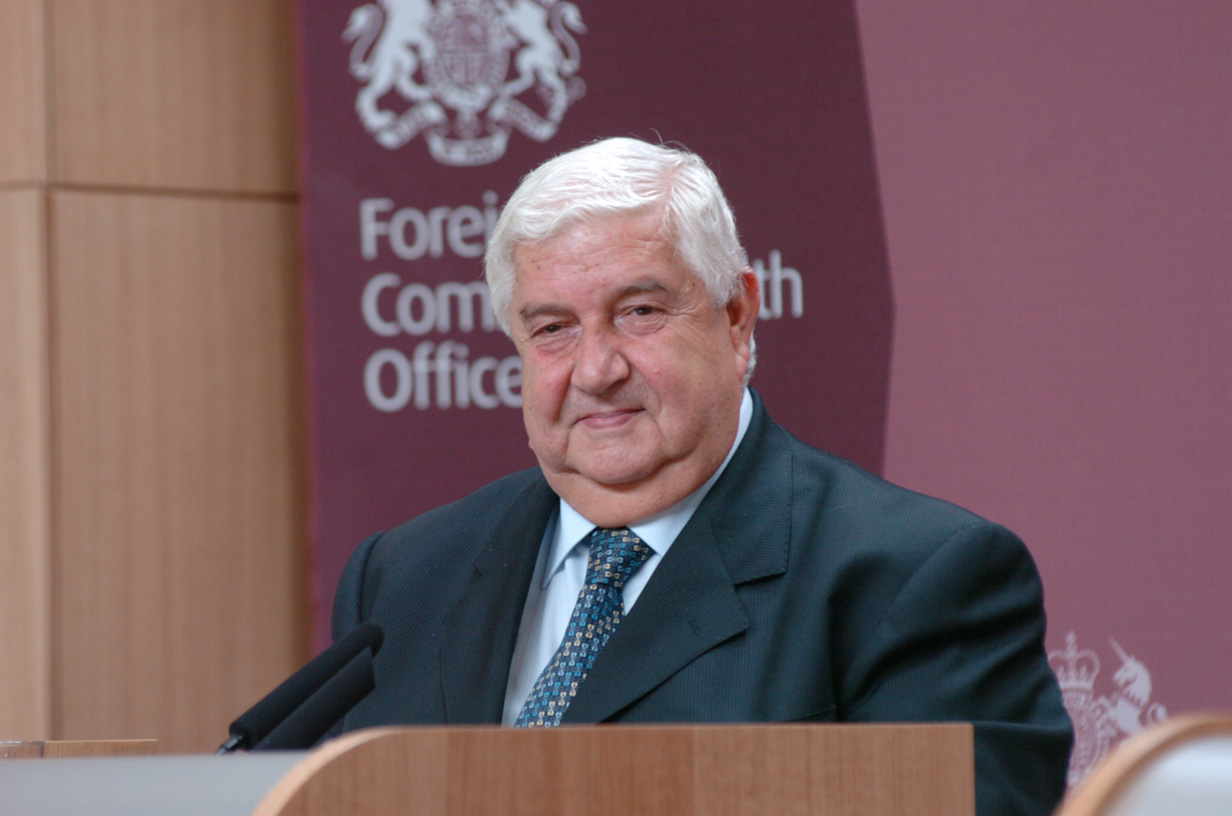
Walid Mualem, ministro de Exteriores sirio desde 2006

Entre 2008 se produjo un acercamiento histórico entre Israel y Siria. Estos dos estados, que se han enfrentado en varias guerras y han sido tradicionalmente enemigos, abrieron un período de conversaciones de paz bajo la mediación turca. El primer ministro israelí Ehud Ólmert anunció que Israel debía estar preparado para hacer "concesiones dolorosas" a Siria, mientras que el ministro de asuntos exteriores sirio Walid Mualem confirmó que el gobierno israelí se había comprometido a retirarse de los Altos del Golán, territorio sirio ocupado por Israel en la guerra de los Seis Días.
Tras el inicio de la ofensiva israelí sobre Gaza, Turquía anunció la "congelación" de su mediación entre Israel y Siria, y un representante del presidente sirio Bashar al Assad anunció la interrupción de las conversaciones de paz con Israel a consecuencia de "la agresión israelí en Gaza". El 26 de enero, durante el alto el fuego entre Israel y Hamás, el presidente sirio Bashar al Assad afirmó que dialogaría con "cualquier primer ministro" elegido en las elecciones israelíes de 2009, siempre y cuando este ordenase la retirada israelí de los Altos del Golán: "si quienquiera que sea elegido en Israel no ordena la retirada de los Altos del Golán, no habrá negociaciones".

### Consecuencias en el secuestro de Gilad Shalit
Moussa Abu Marzuk, uno de los principales miembros de Hamás, afirmó en una entrevista al periódico  Al-Sharq al-Awsat: "Israel deberá investigar sobre el paradero de Gilad Shalit" tras su ofensiva sobre la Franja de Gaza. Marzuk también anunció que "el asunto de Shalit" cobrará más importancia en el futuro. Respecto a la posibilidad de que Shalit fuese herido durante los bombardeos afirmó: "puede que fuera herido o puede que no, ya no nos importa".
La ministra de Asuntos Exteriores israelí y candidata de Kadima a las elecciones, Tzipi Livni, afirmó que la liberación de Gilad Shalit es "la prioridad absoluta" de la actual agenda del Gobierno israelí. En una reunión con el presidente del Comité Internacional de la Cruz Roja, Jakob Kellenberger, pidió que la organización presionase a Hamás para poder visitarle y confirmar su estado de salud. En otra comparecencia, Livni ligó la liberación de Shalit a la apertura de las fronteras de Gaza: "Si Hamás quiere algo más que ayuda humanitaria, tiene a alguien [refiriéndose a Shalit] que es muy importante para nosotros, y para mí; lo uno está ligado a lo otro". Esta ligazón fue confirmada por el presidente Ehud Ólmert al enviado de Estados Unidos para Oriente Medio George Mitchell a su llegada a Jerusalén el 28 de enero.
Según información recogida por Europa Press el 22 de enero, el gobierno de Ehud Ólmert, que se había negado hasta ese momento a negociar con Hamás para lograr la liberación de Shalit, apostó entonces por lograr un canje de prisioneros con la organización islamista. Según declaraciones de un alto cargo del ejecutivo hebreo, "no hay otra opción que la de pagar el precio". Como ya había adelantado Livni en declaraciones previas, el ejecutivo no tendría intención de abrir los pasos fronterizos de la Franja de Gaza a la ayuda humanitaria hasta que no comenzasen las negociaciones para la liberación de Shalit.
Sin embargo, las negociaciones para la liberación de Gilad Shalit se empantanaron tras las elecciones israelíes de 2009, sin haberse logrado un acuerdo para su liberación hasta el momento, a pesar de los esfuerzos por parte de las diplomacias israelí y egipcia. Ayman Taha, miembro de Hamás, anunció el 29 de marzo de 2009 que las negociaciones para liberar a Gilad Shalit "no permanecerán abiertas para siempre". "Es posible que anunciemos el fin de las negociaciones y la congelación de todos los contactos hasta nuevo aviso, y el destino de Shalit permanecerá desconocido", afirmó.

## Ataques antisemitas
La ofensiva israelí sobre la Franja de Gaza provocó el recrudecimiento de los ataques antisemitas y antiisraelíes en varias partes del mundo: según una agencia judía, se triplicaron los ataques antisemitas en enero de 2009 respecto al mismo mes del año anterior, debido a la ofensiva sobre Gaza. En el Reino Unido, una sinagoga fue atacada con cócteles molotov al noroeste de Londres, y en varias zonas frecuentadas por judíos aparecieron pintadas antisemitas. En Francia fueron atacadas sinagogas de Toulouse, Saint Denis (al norte de París) y Schiltigheim (al norte de Estrasburgo), y un restaurante kosher sufrió un ataque con cócteles molotov. Un hombre que portaba la kipá fue apuñalado en Fontenay-sous-Bois, en las afueras de París. En Helsingborg, localidad del sur de Suecia, una congregación judía fue atacada, y en Dinamarca un ciudadano libanés de origen palestino disparó contra dos jóvenes israelíes, causándoles heridas en las extremidades.
Varios grupos judíos estadounidenses expresaron en una carta al primer ministro turco Recep Tayyip Erdoğan su preocupación por el "incremento de los ataques antisemitas" en Turquía como consecuencia de la operación militar israelí en Gaza. Entre ellos destacaron la colgada de carteles antisemitas en Estambul, la agresión contra una sinagoga en la localidad de Izmir y las protestas ocurridas delante de la embajada israelí en Turquía "en las que se expresaron consignas antisemitas". En Estados Unidos, cuatro sinagogas fueron atacadas el 10 de enero en Chicago. Los agresores tiraron piedras contra las ventanas y puertas de las sinagogas, y pintaron en sus muros consignas antiisraelíes.
El 31 de enero de 2009 fue atacada la sinagoga más antigua de Caracas, en Venezuela. Los atacantes rompieron diversos objetos religiosos y pintaron con grafiti los muros de la sinagoga. Los líderes de la comunidad judía venezolana calificaron este ataque como el más grave cometido contra su comunidad en Venezuela. El presidente de la Liga Antidifamación en Estados Unidos Abraham Foxman declaró el 7 de febrero de 2009 que la ofensiva israelí sobre Gaza había desencadenado "los peores, más intensos y más globales" ataques antisemitas en décadas.

## Consecuencias para Hamás

### Consecuencias militares
La capacidad militar de Hamás fue seriamente dañada durante la ofensiva israelí. Decenas de almacenes de armas de la organización islamista fueron destruidos, y según estimaciones del ejército israelí, 500 milicianos murieron a causa de los bombardeos y los combates. También el 80% (algunas fuentes hablan del 60%) de los túneles que transcurren bajo la frontera entre Egipto y Gaza fueron destruidos, decreciendo sustancialmente la capacidad de suministro de armas de la organización. Además, dos importantes líderes considerados representantes del ala más dura de la organización, como el profesor Nizar Rayyan y el ministro del interior Said Siam, fueron muertos mediante los denominados asesinatos selectivos del ejército israelí.
Tras el alto el fuego bilateral, varias informaciones indicarían que Hamás estaría tratando de rearmarse. Los túneles que permanecieron en pie fueron reabiertos, y aquellos que pudieron ser recuperados fueron reparados rápidamente. Según información del Jerusalem Post, el 22 de enero Hamás tomó el control de todos los túneles que permanecían activos, y los utilizó para introducir armas en la Franja de Gaza. Gran parte de los túneles fueron construidos por palestinos civiles, que los utilizan como inversión. El 23 de enero, fuentes del Departamento de Defensa de los Estados Unidos anunciaron que la Armada había interceptado un barco iraní en el mar Rojo con munición y piezas de artillería, cuyo destino, según las mismas fuentes, sería la Franja de Gaza, presumiblemente Hamás.

### Consecuencias políticas
Inmediatamente tras la declaración del alto el fuego y de la retirada del ejército israelí, comenzó el despliegue de agentes de los cuerpos policiales de Hamás por las principales ciudades de la Franja de Gaza y se reanudó el trabajo en los ministerios e instituciones públicas, retomando la organización islamista el control del territorio costero que ostentaba de facto antes del inicio del conflicto.
No existe consenso acerca de si la operación del ejército israelí sobre la Franja de Gaza sirvió para debilitar el apoyo del pueblo palestino a Hamás o si por el contrario contribuyó al refuerzo de su liderazgo en Gaza. Ehud Ólmert, primer ministro israelí, afirmó el 18 de enero, cuando su gabinete aprobó el alto el fuego: "hemos infringido a Hamás un duro golpe". El 23 de enero, el director de la UNRWA en Gaza, John Ging, declaró que la ofensiva israelí sobre la Franja de Gaza había fortalecido al extremismo. "Los extremistas están seguros de su retórica de que no habrá justicia mediante el respeto a la ley. Debemos demostrarles que se equivocan", afirmó. El presidente sirio Bashar Al Assad se manifestó en una entrevista en el mismo sentido: "la guerra (...) siembra las semillas del extremismo y el terror en la región, en el mundo árabe y musulmán".
El 20 de enero, dos días tras el alto el fuego decretado por ambas partes, miles de simpatizantes de Hamás se manifestaron en apoyo de la organizazión islamista delante de las ruinas del Consejo Legislativo Palestino en Gaza, bombardeado durante el conflicto. Mushir al-Masri, portavoz de Hamás, afirmó: "con toda la confianza digo al Pueblo palestino y a la heroica resistencia que hemos vencido en esta batalla". "Hoy Hamás es más fuerte que nunca, la que ha perdido es la ocupación [israelí]".

### Consecuencias diplomáticas

#### La comunidad internacional y Hamás
La comunidad internacional, especialmente Estados Unidos, Israel y sus aliados, han exigido a Hamás el reconocimiento de Israel como una condición previa al inicio de conversaciones. Sin embargo, esta condición no es idéntica en todos los gobiernos de importancia diplomática en el conflicto árabe-israelí. Tras el alto el fuego, el ministro de exteriores de Francia, Bernard Kouchner, afirmó que su gobierno estaría dispuesto a dialogar con Hamás siempre y cuando "acepten el proceso de paz", por lo que Francia no exigiría a Hamás el reconocimiento de Israel para dialogar con la organización islamista, lo que fue duramente criticado desde Israel. El ex primer ministro del Reino Unido Tony Blair, actual enviado del Cuarteto de Mediadores para Oriente Medio, se manifestó el 31 de enero a favor de incluir a Hamás en las conversaciones de paz tras la ofensiva sobre Gaza: "estoy convencido de que es importante que encontremos una vía para incluir a Hamás en este proceso, pero sólo podremos hacerlo si Hamás está preparado para hacerlo en los términos correctos", declaró Blair. El ministro de asuntos exteriores irlandés Micheál Martin, manifestó el 3 de febrero que la Unión Europea debería lograr algún tipo de compromiso con Hamás, en el marco de la política europea en el conflicto árabe-israelí: "Europa debe ser flexible en los términos en los que se acerca a este conflicto... no debemos ser absolutistas", afirmó.

#### Relaciones diplomáticas de Hamás con los estados árabes
La relación de Hamás con los países árabes no ha variado de forma sustancial tras el conflicto. La organización islamista mantiene tradicionalmente una relación estrecha con los gobiernos de los países árabes de Siria e Irán, mientras que su relación con otros países árabes más próximos a Estados Unidos e Israel es más tensa, como Egipto o Jordania. Por ello Hamás fue excluido de la mayor parte de los foros creados tras el conflicto para coordinar la reconstrucción de la Franja de Gaza, a pesar de ser el gobernante de facto del territorio costero.
Uno de los aliados más próximos de Hamás entre los países árabes es Siria. Tras un encuentro entre el presidente sirio Bashar al Assad y los líderes de Hamás exiliados en Siria, entre ellos Khaled Meshaal, el presidente sirio felicitó al "Pueblo palestino" por su "resistencia victoriosa en Gaza". Assad afirmó que "Siria es un compañero en la victoria alcanzada por el Pueblo palestino". Por su parte, cinco miembros del parlamento iraní anunciaron su intención de viajar a la Franja de Gaza para "felicitar" al Pueblo palestino por su resistencia contra la "ofensiva sionista".

#### Relación Hamás - Fatah
El 19 de enero se llevó a cabo una reunión de presidentes de países árabes en Arabia Saudí, en la que se planteó el futuro de la Franja de Gaza. En ella, Mahmud Abbas, presidente de la Autoridad Nacional Palestina y del partido laico Fatah, afirmó la necesidad de alcanzar un gobierno de unidad nacional Hamás-Fatah: "lo que se requiere [en la Franja de Gaza], si queremos de ponernos de acuerdo y espero que así sea, es un Gobierno de unidad nacional que gestione el levantamiento del bloqueo israelí, la apertura de pasos fronterizos, la reconstrucción y la celebración de elecciones legislativas y presidenciales simultáneas". El primer ministro de la ANP en Gaza, Ismail Haniye, considerado miembro del ala moderada de Hamás, declaró al respecto que el alto el fuego "tiene que abrir una puerta para el diálogo y la reconciliación interna".
En las negociaciones por lograr un alto el fuego duradero, el diario londinense Asharq al-Awsat anunció que representantes de Hamás habrían sugerido que el Paso de Rafah fuese controlado por representantes de la ANP, lo que podría incluir a miembros de Fatah, aunque según la información del periódico estos deberían ser residentes de la Franja de Gaza y nunca de Cisjordania.
Varios días más tarde, Osama Hamdan, representante de Hamás en Líbano, anunció que para lograr la reconciliación entre su organización y Fatah debía finalizar el proceso de paz entre la ANP de Fatah e Israel.

## Ejecución de sospechosos de colaboradores por parte de Hamás
Durante el desarrollo del conflicto, miembros de Hamás ejecutaron, dispararon y arrestaron a decenas de palestinos que consideraban sospechosos de haber colaborado con el ejército israelí, o habían sido arrestados por haber colaborado con Israel previamente y habían sido puestos en libertad. Algunos de los que llevaron a cabo estas ejecuciones reconocieron los hechos, justificándolos en que los ejecutados habían reconocido haber pasado información al Shin Bet. Aunque hasta el momento se desconoce el número de palestinos muertos a manos de milicianos de Hamás, el jefe del Shin Bet Yuval Diskin afirmó que a día 11 de enero habrían muerto unos 70 palestinos a manos de los milicianos de Hamás, todos ellos miembros de Fatah. Además de las ejecuciones, Hamás también habría llevado a cabo otras medidas contra miembros de Fatah como arrestarlos, golpearlos, dispararles a las extremidades o confiscar sus teléfonos móviles.
Moussa Abu Marzuk reconoció que su organización ejecutó durante la ofensiva a varios palestinos sospechosos de haber colaborado con el ejército israelí. Según su testimonio, alguno de los ejecutados habrían marcado objetivos para que fueran bombardeados por la Fuerza Aérea Israelí.
El 10 de febrero de 2009, Amnistía Internacional publicó un informe en el que denunciaba los "secuestros, ejecuciones deliberadas e ilegales, torturas y amenazas de muerte" llevadas a cabo por Hamás durante la ofensiva israelí en Gaza contra aquellos palestinos que consideraba colaboradores de Israel.

## Escándalo de las camisetas
Poco después del conflicto de 2009, Haaretz informó que varios soldados de las FDI, por su iniciativa, estaban ordenando hacer camisetas ofensivas en las que se representa imágenes de palestinos muertos, destrucción de mezquitas y una diana superpuesta sobre el vientre de una mujer palestina embarazada que empuñaba un arma, con el lema, en inglés, "1 disparo, 2 muertos". Como por su lado lo hacen siempre los partidarios de Hamás. Un portavoz de las FDI respondió a las acusaciones, puntualizando: "Las regulaciones militares no se aplican a la vestimenta civil" y "los diseños son impresos por iniciativa propia de los soldados, sobre camisetas civiles". Agregó que los ejemplos expuestos por Haaretz no están en consonancia con los valores del espíritu de las FDI, no representan el estilo de vida de las FDI, y son de pésimo gusto. Las FDI han condenado oficialmente las camisetas como "inaceptables".